# Цогтбазарин Енхжаргал
Цогтбазарин Енхжаргал (монг. Цогтбазарын Энхжаргал; нар. 6 квітня 1981, сомон Ерденебулган, аймак Ховд) — монгольська борчиня вільного стилю, бронзова призерка чемпіонату світу, дворазова чемпіонка, триразова срібна та дворазова бронзова призерка чемпіонатів Азії, дворазова бронзова призерка Азійських ігор, володарка Кубку світу, учасниця двох Олімпійських ігор.

## Біографія
Боротьбою почала займатися з 1999 року. Виступає за борцівський клуб «Замчин» Улан-Батор.

## Спортивні результати на міжнародних змаганнях

### Виступи на Олімпіадах
| Змагання                    | Збірна   | Вагова категорія          | Місце |
| --------------------------- | -------- | ------------------------- | ----- |
| Літні Олімпійські ігри 2004 | Монголія | жіноча боротьба, до 48 кг | 8     |
| Літні Олімпійські ігри 2008 | Монголія | жіноча боротьба, до 48 кг | 16    |

### Виступи на Чемпіонатах світу
| Змагання                        | Збірна   | Вагова категорія          | Місце  |
| ------------------------------- | -------- | ------------------------- | ------ |
| Чемпіонат світу з боротьби 2001 | Монголія | жіноча боротьба, до 46 кг | 11     |
| Чемпіонат світу з боротьби 2002 | Монголія | жіноча боротьба, до 48 кг | 25     |
| Чемпіонат світу з боротьби 2005 | Монголія | жіноча боротьба, до 51 кг | Бронза |
| Чемпіонат світу з боротьби 2006 | Монголія | жіноча боротьба, до 48 кг | 19     |
| Чемпіонат світу з боротьби 2007 | Монголія | жіноча боротьба, до 48 кг | 24     |
| Чемпіонат світу з боротьби 2008 | Монголія | жіноча боротьба, до 48 кг | 5      |
| Чемпіонат світу з боротьби 2010 | Монголія | жіноча боротьба, до 48 кг | 9      |
| Чемпіонат світу з боротьби 2011 | Монголія | жіноча боротьба, до 48 кг | 32     |
| Чемпіонат світу з боротьби 2013 | Монголія | жіноча боротьба, до 48 кг | 9      |

### Виступи на Чемпіонатах Азії
| Змагання                       | Збірна   | Вагова категорія          | Місце  |
| ------------------------------ | -------- | ------------------------- | ------ |
| Чемпіонат Азії з боротьби 2001 | Монголія | жіноча боротьба, до 46 кг | Срібло |
| Чемпіонат Азії з боротьби 2003 | Монголія | жіноча боротьба, до 51 кг | Срібло |
| Чемпіонат Азії з боротьби 2004 | Монголія | жіноча боротьба, до 51 кг | Золото |
| Чемпіонат Азії з боротьби 2005 | Монголія | жіноча боротьба, до 51 кг | Бронза |
| Чемпіонат Азії з боротьби 2007 | Монголія | жіноча боротьба, до 48 кг | Золото |
| Чемпіонат Азії з боротьби 2008 | Монголія | жіноча боротьба, до 48 кг | Бронза |
| Чемпіонат Азії з боротьби 2011 | Монголія | жіноча боротьба, до 48 кг | Срібло |

### Виступи на Азійських іграх
| Змагання           | Збірна   | Вагова категорія          | Місце  |
| ------------------ | -------- | ------------------------- | ------ |
| Азійські ігри 2002 | Монголія | жіноча боротьба, до 48 кг | Бронза |
| Азійські ігри 2006 | Монголія | жіноча боротьба, до 48 кг | Бронза |
| Азійські ігри 2010 | Монголія | жіноча боротьба, до 48 кг | 10     |

### Виступи на Кубках світу
| Змагання                    | Збірна   | Вагова категорія          | Місце  |
| --------------------------- | -------- | ------------------------- | ------ |
| Кубок світу з боротьби 2009 | Монголія | жіноча боротьба, до 51 кг | 7      |
| Кубок світу з боротьби 2010 | Монголія | жіноча боротьба, до 48 кг | Золото |
| Кубок світу з боротьби 2013 | Монголія | жіноча боротьба, до 48 кг | 5      |

### Виступи на інших змаганнях
| Змагання                                                     | Збірна   | Вагова категорія          | Місце  |
| ------------------------------------------------------------ | -------- | ------------------------- | ------ |
| Східноазійські ігри 2001                                     | Монголія | жіноча боротьба, до 51 кг | 5      |
| Кубок Азії з боротьби 2003                                   | Монголія | жіноча боротьба, до 48 кг | Срібло |
| Олімпійський кваліфікаційний турнір з боротьби 2004 (Туніс)  | Монголія | жіноча боротьба, до 48 кг | 5      |
| Олімпійський кваліфікаційний турнір з боротьби 2004 (Мадрид) | Монголія | жіноча боротьба, до 48 кг | Срібло |
| Чемпіонат світу з боротьби серед студентів 2006              | Монголія | жіноча боротьба, до 48 кг | Золото |
| Турнір Дана Колова — Николи Петрова 2007                     | Монголія | жіноча боротьба, до 48 кг | Бронза |
| Гран-прі «Іван Яригін» 2009                                  | Монголія | жіноча боротьба, до 51 кг | 5      |
| Турнір Дана Колова — Николи Петрова 2010                     | Монголія | жіноча боротьба, до 51 кг | Золото |
| Золотий Гран-прі з боротьби 2010 (Баку)                      | Монголія | жіноча боротьба, до 51 кг | Бронза |
| Відкритий кубок Монголії з боротьби 2012                     | Монголія | жіноча боротьба, до 48 кг | Срібло |
| Київський Міжнародний турнір з боротьби 2012                 | Монголія | жіноча боротьба, до 48 кг | 8      |
| Олімпійський кваліфікаційний турнір з боротьби 2012 (Астана) | Монголія | жіноча боротьба, до 48 кг | Бронза |
| Гран-прі «Іван Яригін» 2013                                  | Монголія | жіноча боротьба, до 48 кг | Бронза |
| Кубок Президента Бурятської Республіки з боротьби 2013       | Монголія | жіноча боротьба, до 48 кг | Срібло |
| Меморіал Вацлава Циолковського 2013                          | Монголія | жіноча боротьба, до 48 кг | Бронза |
| Відкритий кубок Монголії з боротьби 2016                     | Монголія | жіноча боротьба, до 48 кг | Золото |
| Гран-прі «Іван Яригін» 2017                                  | Монголія | жіноча боротьба, до 48 кг | 23     |

### Виступи на змаганнях молодших вікових груп
| Змагання                                      | Збірна   | Вагова категорія          | Місце |
| --------------------------------------------- | -------- | ------------------------- | ----- |
| Чемпіонат світу з боротьби серед юніорів 2001 | Монголія | жіноча боротьба, до 46 кг | 9     |